# 다오톈역
다오톈역(중국어: 稻田站)은 중화인민공화국 베이징시 팡산구 창양진 다오텐 마을 장한로·두이싼로 교차로에 위치한 베이징 지하철 팡산선의 지하철역으로, 2010년 12월 30일에 팡산선 개통과 함께 개장하였다.

## 위치
이 역은 장한로 위로 건너는 역이다.

## 역 구조
이 역은 섬식 승강장 설계를 갖춘 고가역이다.

### 층별 구조

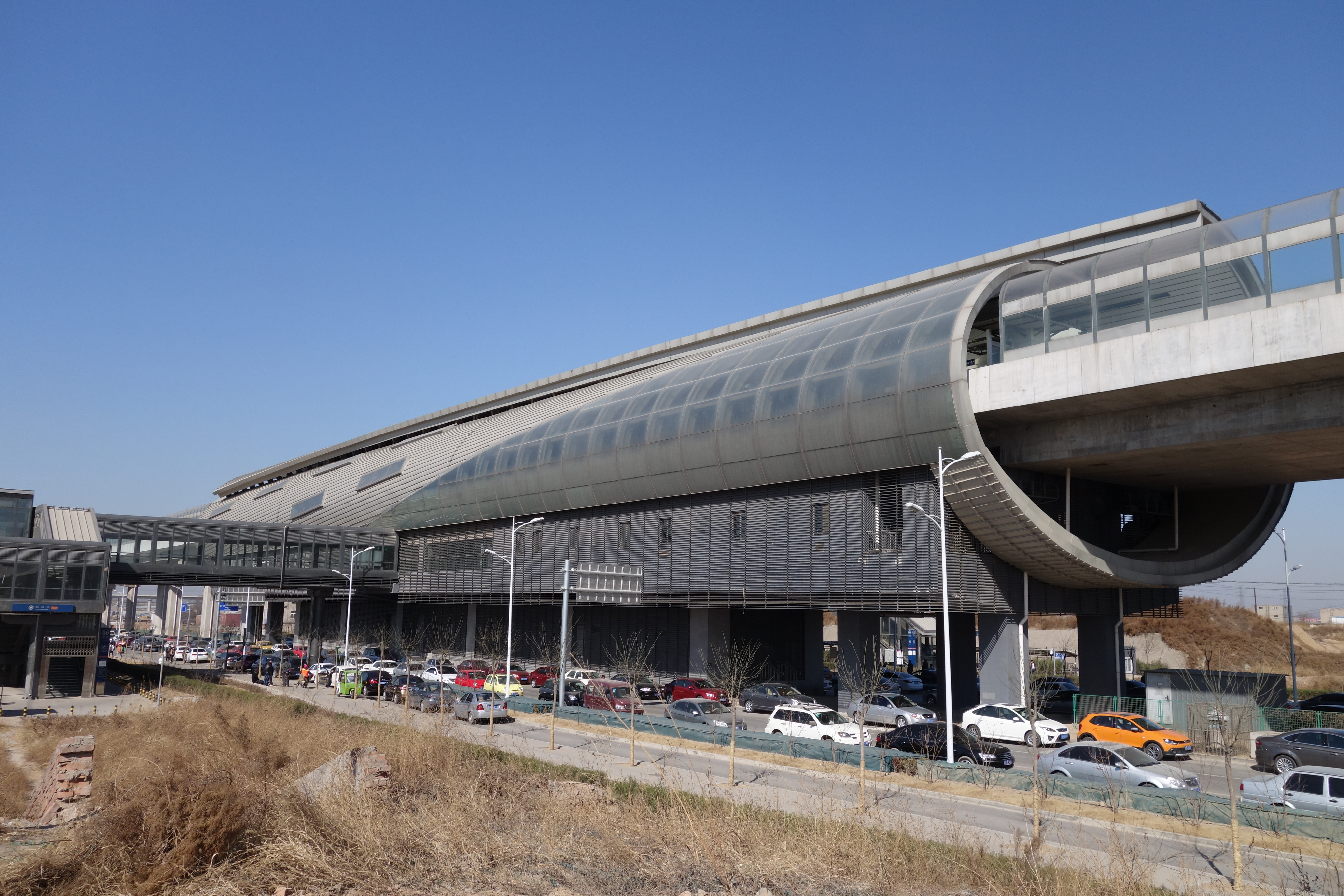
역사 건물 (2014년 3월 촬영)

| 3층 승강장    | ←                                 | ■ 팡산선 일반 구간 열차 둥관터우난 방면 / 직통 열차 국가도서관 방면 (■ 9호선) (다바오타이) |
| 3층 승강장    | 섬식 승강장, 오른쪽 출입문이 열림 |                                                                                            |
| 3층 승강장    | →                                 | ■ 팡산선 옌춘 동 방면 (창양)                                                               |
| 2층 대합실 층 | 대합실                            | 고객센터, 자동 발매기, 출입 게이트                                                         |
| 지면층        | 출입구                            | A－B출입구                                                                                 |

## 출입구
|                         |                                         |                                    |      |             |
| 출구                    | 지시                                    | 출구 인근                          | 사진 | 무장애 시설 |
| 出口 · A · 1            | 두이싼로(独义三路)                      |                                    |      |             |
| 出口 · A · 2            | 두이싼로(独义三路), 장한로(长韩路)      | 稻田回迁楼北区                     |      |             |
| 出口 · B · 1            | 두이싼로(独义三路), 장한로(长韩路)      | 다오톈 회천루 북구(稻田回迁楼北区) |      |             |
| 出口 · B · 2            | 두이싼로(独义三路), 가오뎬1로(高佃一路) | 두이마을 회천방(独义村回迁房)      |      |             |
| 아이콘 설명: 엘리베이터 |                                         |                                    |      |             |